# New Nintendo 2DS XL
O New Nintendo 2DS XL (conhecido no Japão como  New Nintendo 2DS LL JPN) é um console portátil produzido pela Nintendo. É o sexto sistema da linha Nintendo 3DS de consoles portáteis, seguindo pelo original Nintendo 3DS, Nintendo 3DS XL, Nintendo 2DS, New Nintendo 3DS e a atual Nintendo 3DS XL. Foi lançado na Austrália e na Nova Zelândia em 15 de junho de 2017, no Japão e Coréia do Sul em 13 de julho de 2017, e na América do Norte e Europa em 28 de julho de 2017.
O New Nintendo 2DS XL é uma versão simplificada da New Nintendo 3DS XL, que retém a maioria dos aprimoramentos de carrega aos modelos originais 2DS e 3DS (incluindo seu processador atualizado, controles adicionais e um suporte Amiibo), mas sem exibição autostereoscópica 3D e uma compilação mais fina. Ao contrário do 2DS original, o New 2DS XL usa o mesmo fator de forma igual de outros modelos 3DS. A Nintendo apresentou versões do console na versão preto com acentos azuis para o mercado norte-americano e branco com acentos de laranja-ouro para o mercado japonês, sul-coreano e da região PAL, tendo uma edição exclusiva do jogo Dragon Quest XI para mercado japonês.